# ای‌تی‌اس ۲۵۰۰ جی‌تی
ای‌تی‌اس ۲۵۰۰ جی‌تی (ATS ۲۵۰۰ GT) خودرویی است که در سال‌های ۱۹۶۳–۱۹۶۵۱۲  تولید شده‌است. 
این خودرو در کلاس خودرو اسپورت قرار گرفته و طراحی آن خودروهای موتور وسط عقب-محور عقب بوده طول آن در حالت طبیعی ۴٬۳۳۱ میلیمتر (۱۷۰٫۵ اینچ) عرض آن در حالت طبیعی ۱٬۶۱۳ میلیمتر (۶۳٫۵ اینچ) و ارتفاع آن در حالت طبیعی ۱٬۱۸۱ میلیمتر (۴۶٫۵ اینچ) است. 
موتور آن ۲۴۶۸ سی‌سی سامانه جعبه‌دندهٔ آن دنده به صورت دستی است.